# Мамут, Муса
Муса́ Маму́т (крымскотат. Musa Mamut, Муса Мамут; 20 февраля 1931, Узунджа — 28 июня 1978, Симферополь) — крымскотатарский общественный активист. Покончил жизнь самоубийством в знак протеста против запрета властей на проживание крымских татар на своей родине.

## Биография
Муса Мамут родился в селе Узунджи в семье пастуха Ягьи Мамута. Во время депортации крымских татар советской властью, в мае 1944 года семью Мамутов принудительно перевезли в 6-й отдел колхоза «Баяут» Мирзачульского района Ташкентской области. В первые годы депортации от голода погибли двое младших братьев и обе сестры Мусы. От безысходности парень уже в 13-летнем возрасте начал работать грузчиком на пункте приёма хлопка, где нередко подвергался избиениям, временами до потери сознания.
10 января 1956 года, имея всего 4 класса образования, Муса Мамут поступил в училище механизации сельского хозяйства. После окончания первого курса ему была присвоена квалификация тракториста-машиниста. После окончания училища работал трактористом в совхозе. В 1958 году, после женитьбы на Зекие Абдуллаевой, переехал в город Янгиюль (Ташкентская область), где сначала работал слесарем, а потом — техником в Управлении группы межрайонных каналов правого берега реки Чирчик.

### Запрет на проживание
В апреле 1975 года Муса Мамут вместе с семьёй вернулся в Крым, где приобрёл дом в селе Донское. Но в нотариальном оформлении сделки мужчине было отказано, а затем против него и его семьи возбуждено уголовное дело из-за нарушения паспортного режима. 23 апреля 1976 года Муса Мамут был арестован. 13 мая Симферопольский районный суд приговорил его к двум годам заключения в лагере общего режима, а жену — к двум годам условно. Отбывал наказание в Кременчуге на Полтавщине.
Через несколько месяцев был условно освобождён за добросовестный труд, направлен на вольное поселение и закреплён за СМУ «Нефтестрой». 18 июля 1977 года был досрочно освобождён и вернулся к собственной семье в Донском, однако крымская власть по-прежнему отказывала ему в прописке и требовала, чтобы семья Мамутов покинула пределы Крыма. Многочисленные жалобы в вышестоящие инстанции, в том числе в ЦК КПСС и правительство не дали никаких результатов.

### Самосожжение
20 июня 1978 года против Мусы Мамута и его жены было возбуждено новое уголовное дело за нарушение паспортного режима. При объявлении постановления мужчина заявил, что больше в руки обвинителей он живым не попадёт. 23 июня в 10:30, когда к дому Мамута пришёл участковый инспектор, чтобы доставить его к следователю, Муса облил себя бензином и поджёг.
28 июня Муса Мамут скончался от полученных ожогов в городской больнице Симферополя. До последней секунды жизни он находился в полном сознании и заявил, что не раскаивается в содеянном и сделал это в знак протеста против попрания прав крымских татар. 30 июня его похоронили на кладбище села Беш-Терек.

## Реакция на поступок Мусы Мамута
Самосожжение Мусы Мамута повлекло большой резонанс. В частности, его поступок был упомянут в письме Мустафы Джемилева к мировому сообществу и обращениях Решата Джемилева к королю Саудовской Аравии Халиду ибн Абдул-Азиз Аль Сауду и всемирно известному боксёру Мухаммеду Али. Академик Андрей Сахаров обращался к Леониду Брежневу и Николаю Щёлокову с просьбой предоставить достойную пенсию вдове погибшего и обратить наконец внимание на проблему крымских татар, а сама Зекие Абдуллаева написала письмо генеральному прокурору СССР Роману Руденко с просьбой наказать виновных в самоубийстве её мужа. Поэт-диссидент и правозащитник Григорий Александров посвятил Мусе Мамуту поэму «Факел над Крымом».
Именем Мусы Мамута были названы улицы и переулки в Симферополе, Ялте, Судаке, Мирном, Трудовом, Трудолюбовке. В Донском в 2009 году была зарегистрирована мусульманская религиозная община «Муса Мамут».